# NGC 888
NGC 888 est une très vaste galaxie elliptique relativement éloignée et située dans la constellation de l'Horloge. Sa vitesse par rapport au fond diffus cosmologique est de 8 662 ± 40 km/s, ce qui correspond à une distance de Hubble de 127,8 ± 9,0 Mpc (∼417 millions d'al). NGC 888 a été découverte par l'astronome britannique John Herschel en 1834.

## Caractéristiques
Sa vitesse par rapport au fond diffus cosmologique est de de 8 662 ± 40 km/s, ce qui correspond à une distance de Hubble de 127,8 ± 9,0 Mpc (∼417 millions d'al).
À ce jour, une mesure non basée sur le décalage vers le rouge (redshift) donne une distance d'environ 136,000 Mpc (∼444 millions d'al). Cette valeur est à l'intérieur des valeurs de la distance de Hubble.
NGC 888 est une radiogalaxie à spectre continu (Flat-Spectrum Radio Sourc).

## Paire de galaxies
NGC 888 et ESO 115-003 forment une paire de galaxies. La distance de Hubble d'ESO 115-003 est de 134,65 ± 9,45 (∼). Étant donné les incertitudes des distances pour ces deux galaxies, il n'est pas impossible qu'elles forment une paire réelle.